# Maria Teresa Morreale
Maria Teresa Morreale (Neuilly, 16 luglio 1933 – Palermo, 14 febbraio 1996) è stata una linguista e germanista italiana.
Professore associato di Lingua e Letteratura Tedesca presso l'Università degli studi di Palermo, dopo un periodo di ricerca ed insegnamento in Africa sì dedicò successivamente all'attività universitaria, rivolgendo la sua indagine soprattutto ai rapporti fra alcuni scrittori e viaggiatori tedeschi dell'età moderna e la Sicilia e il Meridione d'Italia in genere. Inoltre, dedicò alcuni scritti all'analisi dell'attività letteraria femminile.

## Biografia
Dopo aver conseguito la laurea nel dicembre 1955 presso la Facoltà di Lettere e filosofia dell'Università di Palermo, con una tesi dal titolo La grammatica del Futurismo, si trasferì in Germania, a Colonia, dove si iscrisse alla Philosophische Fakultät della locale Università collaborando come corrispondente di uffici che intrattenevano rapporti commerciali con la Sicilia, nonché insegnando italiano sia privatamente che presso l'Istituto Italiano di Cultura diretto all'epoca dal prof. M. Marianelli. Al termine di questo periodo ottenne una borsa di studio biennale presso la Alexander von Humboldt-Stiftung di Bonn. 
In questo periodo, oltre ad approfondire lo studio della lingua tedesca e alla sua storia - con particolare riferimento all'alto-tedesco medio e agli studi sistematici di germanistica - frequenta assiduamente il Meister Eckhart-Institut, con il proposito di curare l'edizione italiana delle prediche e dei trattati del grande mistico tedesco.
Tuttavia, prima del termine della borsa di studio in Germania, venne invitata dall'Università di Palermo a ricoprire l'incarico di "assistente" (prima "straordinario", e poi di assistente incaricato) presso la Facoltà di Magistero, la cui istituzione era stata caldeggiata dal preside dell'epoca della Facoltà di Lettere e Filosofia, Francesco Cocchiara. 
Presso la Facoltà di Magistero si dedica al Romanticismo tedesco, Hölderlin, Goethe, Kafka, Rilke, i mistici tedeschi, Thomas Mann, Theodor Fontane, Bertolt Brecht, la letteratura dell'emigrazione, la letteratura del Terzo Reich, il romanzo tedesco del Novecento, il Gruppo 47.
Dal 1977 al 1978, in base alla legge n. 1222/1971 sulla collaborazione tecnica nei Paesi in via di sviluppo, nell'ambito di un progetto sperimentale del Ministero degli affari esteri relativo all'insegnamento della seconda lingua a studenti arabofoni, ricoprì quest'incarico per due semestri presso l'Università Nazionale Somala di Mogadiscio.
Tornata in Italia, l'Università di Palermo le affida nuovamente l'insegnamento di Lingua e Letteratura Tedesca, ma stavolta presso il corso di Lingue straniere moderne della Facoltà di Lettere e Filosofia. In questa sede svolge corsi sui romanzi di Goethe, sul Faust, sulla narrativa tedesca dell'Ottocento, sul teatro di B. Brecht, sull'opera di I. Bachmann, sui fratelli Büchner in Assia, su Georg Gottfried Gervinus e la nuova storiografia letteraria in Germania, sulla produzione letteraria nella Germania dell'Est, sul viaggio in Sicilia da Riedesel a Seume, su Siegfried Lenz e la sua "Lezione di tedesco", e così via. 
Nello stesso periodo segue con interesse, sin dalla sua fondazione, l'attività dell'A.D.I.L.T. (Associazione Docenti Italiani Lingua Tedesca), di cui diventa per molti anni responsabile per la Sicilia.
Nel 1982 supera il giudizio d'idoneità a professore associato.
L'attività scientifica della Morreale si estende dalla Rassegna di studi Eckartiani a brevi saggi sugli autori moderni: Wolfgang Borchert, Heinrich Böll, Rudolf Hagelstange, Ilse Aichinger, Jürg Federspiel, Manès Sperber, Wolf Biermann, ecc., e sui temi allora attuali nel dibattito della germanistica, come La letteratura dell'"Anno Zero" (Palermo 1974), La nuova lingua nella Repubblica Democratica Tedesca (Palermo 1975).
Successivamente approfondisce la cultura (intesa come attività di istruzione, lettura o scrittura) delle donne in Germania: in questo ambito pubblica per una rivista romana (DWF donnawomanfemme) un saggio sul romanzo Malina della scrittrice Ingeborg Bachmann; a cui fa seguito uno studio (1984) su Le lezioni francofortesi della stessa Bachmann. Quindi uno studio del 1976 su Nietzsche e le donne, e un saggio del 1977 su L'istruzione femminile nelle Due Germanie. Seguì quindi uno studio su Donna e letteratura in Germania nel Settecento, che riapparve poi come volumetto autonomo dal titolo Nate per leggere, presso un editore palermitano.
La conoscenza personale della scrittrice Ilse Langner, che all'epoca viveva a Darmstadt, le aveva consentito di conoscere direttamente molte delle opere, teatrali e non, di questa autrice: ne nacque il saggio Ilse Langner: teatro, prosa, racconti di viaggio (Palermo 1982).
Nell'ambito di una ricerca antologica del C.N.R. in collaborazione con l'Università di Perugia, fornì alcuni contributi su Hedwig Dohm, Luise Büchner ed Helene Lange al volume Dal salotto al partito, dedicato alle scrittrici tedesche dalla Rivoluzione francese alla Repubblica di Weimar, oltre che collaborare con la curatrice del volume.
La figura di Luise Büchner, femminista e poetessa tedesca, la colpì al punto da dedicarle alcuni lavori: la postfazione (Nachwort) alla ristampa del volume L. Büchner, Die Frauen und ihr Beruf (Darmstadt 1981); la relazione Luise Büchner, un'intellettuale dell'Assia tenuta al IV Congresso internazionale di studi antropologici siciliani, e pubblicato negli Atti del Convegno (Palermo 1983); la relazione La Kato-Rede di Georg Büchner nel ricordo della sorella Luise ("Atti del Seminario su Georg Büchner", a cura del Goethe-Institut, Palermo 1986); e infine il volume L. Büchner, un poeta (Roma, Daga, 1987).
Quindi si occupò anche del rapporto fra "Literaturgeschichte" (storia della letteratura) e "Literaturwissenschaft" (scienza della letteratura) attraverso lo studio della figura e dell'opera di Georg Gottfried Gervinus, illustre storico della letteratura tedesca nativo di Darmstadt, illustrandone soprattutto l'impegno politico ("I sette di Gottinga", la condanna per alto tradimento ideologico, ecc.), nonché la sua rilevanza come filologo e storico della letteratura (La più bella terra d'Europa senza ricordi e senza presente, Palermo 1983) e la redazione di una Bibliografia gerviniana (Palermo 1988) che raccoglie quanto è noto di e su Gervinus al di là della sua connotazione principale di storico.
Su Gervinus pubblicò ancora due saggi: "Rilettura di alcuni contributi 'minori' al dibattito teorico sulla metodologia della storia nella Germania dell'Ottocento" (Palermo 1985), e "Napoli e i suoi dintorni nella descrizione di G.G. Gervinus" (Torino 1992).
La lettura della biografia di Gervinus e l'esame dell'ampio carteggio, durato ben 36 anni, fra questi e il coetaneo e coevo architetto F.M. Hessemer, le fecero scoprire fra i manoscritti della biblioteca di Darmstadt un inedito di un certo interesse a cui la Morreale si dedicò per alcuni anni: un esteso e dettagliato diario redatto dal detto Frederich Maximilian Hessemer, architetto e poeta, sul viaggio a piedi da lui effettuato a piedi partendo dall'Assia e percorrendo tutta la Svizzera, l'Italia sino alla Sicilia, per arrivare quindi sino al Cairo in Egitto, e da qui lungo il Nilo sino all'isola File. Le 462 lettere di cui si compone questo diario di viaggio sono corredate da più di 450 schizzi e disegni, che si trovano al Städelsches Kunstinstitut di Francoforte sul Meno.
Da questo lavoro prese il via il suo interesse crescente per la letteratura di viaggio, con partecipazione e relazioni a vari convegni sul tema (fra tutti: Un paese indicibilmente bello, atti pubblicati a cura di F. Meyer (Palermo, Sellerio, 1987); relazione su La città di Parma negli itinerari dei viaggiatori tedeschi dei secoli XVIII e XIX con particolare riferimento alla "Reisebeschreibung" inedita dell'architetto assiano F.M.Hessemer nell'ambito del convegno "La letteratura di viaggio. Storia e prospettive attuali di un genere letterario", promosso dalle Università di Parma e di Erlangen-Norimberga; I luoghi siciliani e girgentini insieme a Goethe (Agrigento 1987), e Viaggiatori stranieri in Sicilia nell'età moderna (Torino 1991).
Infine gli scritti Fuga verso un altrove. L'haiku in lingua tedesca, (Palermo 1981), relativo alla presentazione di un volumetto di Imma von Bodmershof (La Meridiana, Haiku, Scheiwiller, Milano 1980); Da Georg Büchner a Gabriele Buccola (Palermo 1989) nel centenario della morte dello studioso; Gertrud Kolmar nel ricordo di Ilse Langner (Palermo 1992) in occasione della presentazione, presso il "Goethe-Institut", di un volume di liriche di Gertrud Kolmar (Il canto del gallo nero, Essedue, Milano 1990).
Portò a termine la traduzione dei Gemälde von Palermo di Joseph Hager, l'arabista che alla fine del Settecento fu chiamato in Sicilia a dirimere la controversia sui falsi manoscritti dell'abate Giuseppe Vella. Il libretto Gemälde von Palermo (1799), ormai una rarità  in Germania, è più una curiosità che un documento attendibile. Si tratta infatti di uno scritto molto diverso dai consueti reportages dei viaggiatori, proprio perché l'autore - che trascorse a Palermo circa due anni - dedica le sue quasi 300 pagine unicamente alla descrizione della città, di cui coglie ed enfatizza il fascino. Il volumetto, appena apparso, venne tradotto in inglese (1800) e mai in italiano (su tutta la questione, filologica e non, oltre al notissimo racconto di Leonardo Sciascia, Il consiglio d'Egitto, si veda anche L'arabica impostura di Domenico Scinà).

## Pubblicazioni
- "Donna e letteratura in Germania. Annotazioni e spunti sulla cultura tedesca del Settecento"; Palermo, s.d.
- "Nate per leggere. Annotazioni sulla cultura tedesca del Settecento"; Palermo, Dante, 1981.
- "Fuga verso un "altrove". L'haiku in lingua tedesca"; Palermo, Società grafica artigiana, 1981(?).
- Luise Buchner, "Un poeta"; Roma, Daga, 1988 (introduzione e cura di M.T.M.).
- Joseph Hager, "Impressioni da Palermo"; Palermo, Sellerio 1997 (a cura di M.T.M., appartenente alla collana "Biblioteca siciliana di storia e letteratura. Quaderni").
- "Malina o la sopraffazione dell'io femminile", pubblicato nel primo numero della rivista DWF donnawomanfemme, Roma, Editrice coop. UTOPIA, 1986.
- "Note sull'istruzione femminile nelle due Germanie", pubblicato nel secondo numero della rivista DWF donnawomanfemme, Roma, Editrice coop. UTOPIA, 1977.
- "Dal salotto al partito. Scrittrici tedesche tra rivoluzione borghese e diritto di voto (1848-1918)" [antologia], Roma, Savelli, 1982 (a cura di Lia Secci), Artemide 2007 (ISBN 978-88-7575-044-2) .
- "Napoli e i suoi dintorni nella descrizione di Georg Gottfried Gervinus", nel volume Viaggio nel Sud, II. Dalla Campania alla Calabria. (a cura di Emanuele Kanceff e Roberta Rampone) (ISBN 88-7760-041-1);
- "La Sicilia nelle lettere inedite di F. M. Hessemer", nel volume Viaggio nel Sud I. Viaggiatori stranieri in Sicilia (a cura di Emanuele Kanceff e Roberta Rampone. Prefazione di Leonardo Sciascia); (ISBN 88-7760-036-5).
- Friedrich Maximilian Hessemer, "Lettere dalla Sicilia" (a cura di M.T.M.); Palermo, Sellerio (ISBN 88-389-0890-7).
- "Memorie e racconti di viaggio poco noti del secolo scorso.", nel Bollettino del C.I.R.V.I. n. 25 – gennaio-giugno 1992 – anno XIII - fascicolo I.
- Intervento in "Un paese indicibilmente bello. Il «Viaggio in Italia» di Goethe e il mito della Sicilia", edizione bilingue a cura di Albert Meier, Traduzione dal tedesco di Nicola De Domenico; Palermo, Sellerio (ISBN 88-389-0398-0).
- "Hessemer, Freidrich Maximilian: Briefe seiner Reise nach Italien, Malta und Ägypten 1827 - 1830. Band 1: Italien und Malta." (edito utilizzando i lavori preparatori di M.T.M. e con annotazioni di Christa Staub); 2002. Großoktav. Leinen (ISBN 3-921743-47-8).

La Morreale aveva inoltre collaborato con la rivista Leggere Donna, e aveva donato diverso prezioso materiale all'Osservatorio per le Arti Decorative in Italia "Maria Accascina" (di cui era nipote).

## Scritti su Maria Teresa Morreale
Dopo la sua morte, avvenuta in seguito a una lunga malattia, le è stato dedicato il volume Il viaggio nel tempo. Studi dedicati alla memoria di Maria Teresa Morreale, a cura di Ute Schwab e Giuseppe Dolei, (Scripta Germanica 8), Catania 2002 (ISBN 8886673361); e la voce "Berta Ahrens Burgio e Maria Teresa Morreale" , in Siciliane. Dizionario Biografico, a cura di Marinella Fiume, Siracusa, Emanuele Romeo Editore, 2006, pp. 356–357;737-738.